# Grand Isle
|  | Per a altres significats, vegeu «Grand Isle (desambiguació)». |

Grand Isle és una població de la Parròquia de Jefferson (Louisiana) als Estats Units d'Amèrica. Segons el cens del 2000 tenia 1.541 habitants.

## Demografia
Segons el cens del 2000 Grand Isle tenia 1.541 habitants, 622 habitatges, i 436 famílies. La densitat de població era de 96,9 habitants/km².
Dels 622 habitatges en un 29,6% hi vivien nens de menys de 18 anys, en un 54,2% hi vivien parelles casades, en un 8,4% dones solteres, i en un 29,9% no eren unitats familiars. En el 24% dels habitatges hi vivien persones soles el 9,3% de les quals corresponia a persones de 65 anys o més que vivien soles. El nombre mitjà de persones vivint en cada habitatge era de 2,46 i el nombre mitjà de persones que vivien en cada família era de 2,89.
Per edats la població es repartia de la següent manera: un 23,7% tenia menys de 18 anys, un 7,9% entre 18 i 24, un 26,3% entre 25 i 44, un 28,9% de 45 a 60 i un 13,2% 65 anys o més.
L'edat mediana era de 40 anys. Per cada 100 dones de 18 o més anys hi havia 108,1 homes.
La renda mediana per habitatge era de 33.548 $ i la renda mediana per família de 35.517 $. Els homes tenien una renda mediana de 34.000 $ mentre que les dones 19.333 $. La renda per capita de la població era de 18.330 $. Entorn del 9,1% de les famílies i el 13,2% de la població estaven per davall del llindar de pobresa.

## Poblacions properes
El següent diagrama mostra les poblacions més properes.